# Хнкоян, Георгий Николаевич
Гео́ргий Никола́евич Хнкоя́н (16 августа 1918, Тифлис — 24 октября 1972, Москва) — советский оператор и режиссёр, фронтовой кинооператор в годы Великой Отечественной войны.

## Биография
Родился 16 августа 1918 года в семье тифлисских рабочих. С 1925 года обучался в 82-й трудовой школе, затем в тифлисской 38-й Интернациональной средней школе, которую окончил в 1936 году с отличием. После окончания кинооператорского факультета Всесоюзного государственного института кинематографии в 1941 году с июля по декабрь того же года работал оператором на Ростовской студии кинохроники.
С декабря 1941 — в Красной армии в звании старшего лейтенанта. По июнь 1942 года служил военным кино-корреспондентом на Кавказском фронте, по август 1943 года — на Северо-Кавказском фронте. С августа по ноябрь 1943 года — на Закавказском фронте, Южном фронте (ноябрь — декабрь 1943 года) и 4-м Украинском фронте (декабрь 1943-го — июль 1944 года). С июля 1944-го по январь 1945 года — на 2-м Прибалтийском фронте, с января по апрель 1945 года был оператором в киногруппе 3-го Белорусского фронта и в апреле — мае 1-го Белорусского фронта. С первыми частями советских войск он перешёл озеро Сиваш, и потом три раза в ходе форсирования переходил Сиваш вброд. Также снимал в районе Перекопа и Турецкого вала. Чтобы заснять важные кадры преодолевал заминированные поля в городе Армянске. Участию Г. Н. Хнкояна в Великой Отечественной войне посвящена книга З. Л. Гинзбург «Кинооператор Хнкоян в годы Великой Отечественной войны».
После войны в 1945—1946 годах совмещал работу оператора и директора на корпункте Ростовской киностудии в Нальчике, а в 1946—1950 годах работал оператором сектора хроники Тбилисской киностудии художественных фильмов. 
Был одним из основателей Литовской киностудии в 1950 году, начав с оператора, а в 1954—1969 годы выступил как режиссёр многих документальных и научно-популярных фильмов. Также работал в Центральном НИИ информации и технико-экономических исследований рыбного хозяйства.
Кроме фильмов им снято более 500 сюжетов для кинопериодики: «Новости дня», «Советская Грузия», «Советская Литва», «Союзкиножурнал» и других.
Член КПСС с 1952 года, член Союза кинематографистов СССР с 1958 года. 
Скончался 24 октября 1972 года в Москве.

### Семья
- Жена — Вержиня Аветиковна Хнкоян (род. 1921);

- Дочь — Алла Георгиевна Хнкоян (род. 1947, в замужестве Мирзоян);

- Внучки — Ануш (род. 1981) и Лолита (род. 1982) Мирзоян;

- Правнуки — Арсений (род. 2013) и Арташес (род. 2015), все живут в Москве.

## Фильмография
Оператор
- 1942 — На Северном Кавказе (совместно с Л. Мазрухо, А. Сологубовым, Н. Голубевым)
- 1943 — Сборник киносюжетов (совместно с А. Сологубовым)
- 1944 — Битва за Севастополь (в соавторстве)
- 1944 — Восьмой удар (в соавторстве)
- 1944 — На Крымской земле (в соавторстве)
- 1944 — Победа на юге
- 1944 — Сыны Армении в Отечественной войне
- 1946 — Генерал армии (в соавторстве)
- 1946 — Страна родная (в соавторстве)
- 1950 — Советская Грузия (в соавторстве)
- 1953 — Великое прощание (в соавторстве)
- 1954 — В Атлантике
- 1955 — Праздник литовской песни (в соавторстве)
- 1956 — На побережье Канады
- 1956 — На поиски рыбных богатств
- 1956 — Новый траулер
- 1957 — Перегон судов
- 1957 — Советская Литва (в соавторстве)
- 1958 — В литовском колхозе
- 1959 — На океанских просторах
- 1959 — Родные берега
- 1960 — Люди светлой мечты
- 1961 — Они побеждают топи
- 1962 — В тропиках Атлантики
- 1962 — Завод в океане
- 1963 — Плыть необходимо
- 1964 — Наступление на океан (в соавторстве)
- 1965 — БМРТ «Маяковский»
- 1966 — Траловый лов рыбы
- 1967 — Внимание, море!
- 1967 — Не просто сельдь
- 1967 — Семинар в море
- 1967 — Нельсон Степанян (совместно с Г. Асланяном)
- 1968 — Электролов рыбы
- 1969 — Шестой рейс

Режиссёр
- 1954 — В Атлантике
- 1956 — На побережье Канады
- 1956 — На поиски рыбных богатств
- 1956 — Новый траулер
- 1958 — В литовском колхозе
- 1959 — На океанских просторах
- 1959 — Родные берега
- 1960 — Люди светлой мечты
- 1961 — Они побеждают топи
- 1962 — В тропиках Атлантики
- 1962 — Завод в океане
- 1963 — Плыть необходимо
- 1965 — БМРТ «Маяковский»
- 1966 — Траловый лов рыбы
- 1967 — Внимание, море!
- 1967 — Не просто сельдь
- 1967 — Семинар в море
- 1968 — Электролов рыбы
- 1969 — Шестой рейс

Сценарист
- 1961 — Они побеждают топи (совместно с М. Антоновским)
- 1967 — Не просто сельдь (совместно с А. Эпнерсом)
- 1969 — Шестой рейс
- 1971 — Шаги в океан

## Награды
- медаль «За оборону Севастополя» (1943)
- медаль «За боевые заслуги» (16 мая 1944; был представлен к ордену «Красная Звезда»)
- медаль «За оборону Кавказа» (1944)
- медаль «За победу над Германией в Великой Отечественной войне 1941—1945 гг.» (1945)
- медаль «За трудовое отличие» и другие медали СССР[3].

## Комментарии
1. ↑  Кадры перехода частей Красной армии через озеро Сиваш, снятые Хнкояном, использованы А. Тарковским в фильме «Зеркало» (1974)[1].
2. ↑  По данным Биофильмографического справочника «Создатели фронтовой кинолетописи» под редакцией А. С. Дерябина (2016) Г. Н. Хнкоян скончался в Вильнюсе[3].